# 北海道庁警察部
北海道庁警察部（ほっかいどうちょうけいさつぶ）は、1886年（明治19年）1月26日に設置された内務省の指揮監督に属した北海道庁に設置された府県警察部である。
　しかし、1945年（昭和20年）の第2次世界大戦の敗戦を経て、連合国軍最高指令官総司令部（ＧＨＱ）の占領政策により、警察制度は1947年（昭和22年）12月17日に制定された警察法（昭和22年12月17日法律第196号）により「国家地方警察」と「自治体警察」に改編することになり、1948年（昭和23年）3月6日の政令第50号「警察法の施行期日を定める政令」により同法が施行されて、北海道警察部（旧：北海道庁警察部）は廃止された。

## 沿革
- 「北海道庁警察部」以前の警察行政に関しては、三県一局時代および開拓使を参照

- 1886年（明治19年）1月　明治政府が北海道庁の設置を布告
  - 本庁を札幌に、支庁を函館および根室に設置

- 1886年（明治19年）2月　道庁本庁（札幌）および函館支庁に警察本署を設置
- 1886年（明治19年）3月　根室支庁に警察本署を設置

- 明治19年3月（道庁開庁時）現在の警察署および分署の組織編成（合計14警察署35分署）
  - 道庁本庁（札幌・石狩分署・空知分署・樺戸分署・勇払分署、小樽・余市分署・古平分署、岩内、室蘭、幌泉・大津分署、増毛・宗谷分署の6署8分署）
  - 函館支庁（函館・亀田分署・上磯分署・泉沢分署・尻岸内分署・大野分署、函館水上、福山・福島分署・江良町分署、江差・乙部分署・熊石分署・久遠分署・瀬棚分署・奥尻分署・上ノ国分署、寿都・歌棄分署・磯谷分署・本目分署・永豊分署、森・長万部分署・川汲分署・山越内分署の6署20分署）
  - 根室支庁（根室・標津分署・浜中分署・網走分署・国後分署・振別分署、厚岸・釧路分署・標茶分署の2署7分署）

- 1886年（明治19年）12月　勅令により官制を改正、北海道庁は第一部（警察事務を分掌）－ 第四部に再編して、函館・根室の両支庁を廃止、郡区長に警察署長を兼任させて、戸長に警察分署長を兼任させる。

警部・警部補には郡区書記を兼任させて、巡査に戸籍・山林などの一般行政事務の補助従事
（郡区役所および警察署の管轄区域を同一としたことから、戸長役場と警察分署および管轄区域を同一にした）
行政官と警察官は一帯両様の性質を帯びることになった
- 1887年（明治20年）1月　「各郡区所所在地に警察署を設置して管轄区域は同じ」と定められる
- 1887年（明治20年）5月　亀田・久遠・古平・石狩・勇払・浦河・釧路・網走・宗谷・沙耶の10警察署が新設および分署を増置
  - 幌泉署は郡区所所在地外につき廃止、函館水上署は廃止されて函館署仲浜町分署に編入

- 明治20年5月現在の警察署および分署の組織編成（合計22警察署96分署）
  - 札幌警察署（札幌・琴似・手稲・山鼻・豊平・江別・岩見沢・空知・樺戸）
  - 亀田警察署（銭亀沢・戸井・椴法華・七飯・茂辺地・知内）
  - 福山警察署（大沢・吉岡・根部田・福島・江良町）
  - 江差警察署（泊・蛾虫・乙部・熊石・瀬棚・奥尻・上ノ国）
  - 森警察署（臼尻・鹿部・砂原・鷲ノ木・落部・長万部・川汲・山越内）
  - 久遠警察署（貝取潤・大穭）
  - 寿都警察署（政泊・樽岸・黒松内・歌棄・磯谷・本目・永豊）
  - 岩内警察署（堀株・古宇・神恵内）
  - 古平警察署（小泊・野塚・余別）
  - 小樽警察署（朝里・庶路・仁木・余市）
  - 石狩警察署（当別・篠津・別狩・茂生）
  - 増毛警察署（留萌・天登雁・苫前・焼尻）
  - 室蘭警察署（室蘭・有珠・虻田・幌別）
  - 勇払警察署（白老・千歳・佐瑠太・高江・下々方）
  - 浦河警察署（姨布・様似・幌泉・茂寄）
  - 釧路警察署（昆布森・白糠）
  - 厚岸警察署（霧多布・標茶）
  - 根室警察署（別海・標津・浜中・国後・振別）
  - 網走警察署（斜里・常呂・紋別）
  - 宗谷警察署（鬼脇・香深）
  - 紗那警察署（留別・蘂取）
  - 函館警察署（上磯・泉沢・尻岸内・大野・仲浜町）

- 1888年（明治21年）10月　「警察官吏配置及勤務概則」（内務省訓令）が制定されて巡査駐在所の設置が府県に示される。各府県警察部に高等警察主任（警部）1人を配置
- 1889年（明治22年）2月　大日本帝国憲法が発布
- 1889年（明治22年）5月23日　函館警察署 - 同中浜町分署に北海道初の警察電話が架設
- 1890年（明治23年）4月　「巡査部長」の職を置く（巡査の上班と警部補に次ぐ待遇）、「巡査駐在所」制を採用することとして、空知太（札幌署）・広野（浦河署）・宿野辺（七飯署）・止若（釧路署）に設置、琴似（札幌署）・朝里（小樽署）など27分署および郡部の巡査派出所を廃止、同年末には64か所の駐在所を見た
- 1890年（明治23年）7月　勅令により道庁管制が改正されて道庁長官は内閣の所属を離れて内務大臣の指揮監督に属する
- 1891年（明治24年）7月　道庁官制を改正して警察署長および分署長には専任警察官を充てることができるようにした
- 1891年（明治24年）8月　道庁官制（前月改正） が施行されて北海道庁警察部が設置（部長は専任の警部長を任命）
- 1891年（明治24年）12月　警察部に警部長直属の高等主任を設置（言論・集会・結社・大衆運動などの取り締まり）
- 1892年（明治25年）4月　警察部が規程を制定して末端組織は駐在所および派出所であることを明確にした
- 1895年（明治28年）1月　高等主任を高等警察課に改編
- 1896年（明治29年）6月　岩見沢警察署を新設
- 1897年（明治30年）4月　郡区長・戸長の署長兼任制を廃止して、警察署・分署にはすべて専任警察官を充てる（行政官との兼任を廃止）、旭川および下帯広各分署を警察署に改編
- 1897年（明治30年）11月　前月の官制改正により従来の郡区役所を廃止して19支庁を設置

（警察署数は支庁数と同一となり支庁の名称はすべて郡区名、警察署の名称はすべて区町村名を冠する／1支庁1警察署制の実施）
- 明治30年11月現在の支庁・警察署および分署の組織編成（合計19警察署57分署）
  - 札幌支庁・札幌警察署（江別・石狩・厚田・茂生）
  - 函館支庁・函館警察署
  - 亀田支庁・七飯警察署（亀田・戸井・上磯・木古内・森・八雲・長万部・臼尻）
  - 松前支庁・福山警察署（福島・江良町）
  - 桧山支庁・江差警察署（乙部・熊石・久遠・瀬棚・奥尻）
  - 寿都支庁・寿都警察署（永豊・磯谷・歌棄）
  - 岩内支庁・岩内警察署（古宇・神恵内）
  - 小樽支庁・小樽警察署（余市・古平）
  - 空知支庁・岩見沢警察署（月形・滝川・市来知）
  - 上川支庁・旭川警察署
  - 増毛支庁・増毛警察署（留萌・鬼鹿・苫前・焼尻）
  - 宗谷支庁・宗谷警察署（枝幸・鬼脇・鴛泊・香深）
  - 網走支庁・網走警察署（斜里・常呂・紋別）
  - 室蘭支庁・室蘭警察署（有珠・勇払）
  - 浦河支庁・浦河警察署（紋別・下々方・姨布・様似・幌泉）
  - 釧路支庁・釧路警察署（厚岸・霧多布・熊牛）
  - 川西支庁・下帯広警察署（大津・茂寄）
  - 根室支庁・根室警察署（別海・標津・国後）
  - 紗那支庁・紗那警察署（留別・蘂取）

- 1898年（明治31年）11月　高等警察課を廃止
- 1899年（明治32年）10月　北海道に区町村制が施行
- 1900年（明治33年）3月　治安警察法が公布
- 1900年（明治33年）7月　3月に札幌電話交換局が業務を開始したので札幌警察署が警察初の加入電話を架設
- 1903年（明治36年）11月　帯広警察署倜寒村「巡査部長派出所」が設置（駐在所から改編／北海道初）
- 1903年（明治36年）12月　16支庁に再編
- 1905年（明治38年）4月　官制改正により北海道庁第四部（警察事務を分掌）に改称
- 1905年（明治38年）5月　警部長制度を廃止
- 1905年（明治38年）　この時点で6か所の巡査部長派出所が設置済み
- 1906年（明治39年）　23か所の巡査部長派出所が新設（うち21分署の廃止による設置）
- 1907年（明治40年）3月　七飯・福山・紗那の3署を廃止と同時に函館・小樽の両水上署を設置、1支庁1警察署制は次第に崩れる
- 1910年（明治43年）4月　再び北海道庁警察部に改称
- 1911年（明治44年）　再び高等警察課を設置、この時点で46箇所の巡査部長派出所が設置済み

- 明治45年7月現在の警察署および分署の組織編成（合計18警察署52分署）
  - 札幌警察署（石狩・江別・厚田・浜益）
  - 函館警察署（亀田・福山・森・大野・戸井・上磯・木古内・八雲・福島）
  - 函館水上警察署
  - 江差警察署（久遠・熊石・瀬棚）
  - 寿都警察署（永豊・磯谷）
  - 岩内警察署（倶知安・神恵内）
  - 小樽警察署（古平・余市）
  - 小樽水上警察署
  - 岩見沢警察署（登川・滝川・由仁・深川・月形）
  - 旭川警察署（名寄）
  - 増毛警察署（天塩・羽幌・留萌・鬼鹿）
  - 宗谷警察署（鴛泊・枝幸・鬼脇・香深）
  - 網走警察署（湧別・斜里・紋別）
  - 室蘭警察署（苫小牧・鵡川・伊達）
  - 浦河警察署（幌泉・下々方）
  - 釧路警察署（厚岸・霧多布）
  - 帯広警察署（茂寄・大津）
  - 根室警察署（紗那・別海・標津・国後）

- 大正2年5月現在の警察署および分署の組織編成（合計18警察署42分署）
  - 札幌警察署（石狩・江別・浜益）
  - 函館警察署（福山・森・大野・戸井・木古内・八雲）
  - 函館水上警察署
  - 江差警察署（久遠・瀬棚）
  - 倶知安警察署（寿都・磯谷）
  - 岩内警察署
  - 小樽警察署（古平・余市）
  - 小樽水上警察署
  - 岩見沢警察署（登川・滝川・由仁・深川・月形）
  - 旭川警察署（名寄・下富良野）
  - 増毛警察署（天塩・羽幌・留萌）
  - 室蘭警察署（苫小牧・鵡川・伊達）
  - 浦河警察署（下下方）
  - 帯広警察署（茂寄・池田）
  - 釧路警察署（厚岸・霧多布）
  - 根室警察署（紗那・標津・国後）
  - 網走警察署（湧別・斜里・野付牛）
  - 宗谷警察署（枝幸・鬼脇・香深）

- 1913年（大正2年）6月　警務長制度を廃止
- 1913年（大正2年）6月　警察犬としてアイリッシュ・テリア（英国産）1頭を購入して訓練を開始したが、警察部での実地応用する機会がなく1919年（大正8年）6月に札幌署に保管転換、その後同犬種を2頭購入したが実地使用の成績に見るべきものはなかった模様）
- 1915年（大正4年）12月　18署42分署のうち加入電話架設状況は11警察署8分署で、架設率は署が61パーセント・分署が19パーセント
  - 架設済みの警察署および分署は、札幌、小樽水上、小樽、室蘭、旭川、函館、余市分署、岩内、滝川分署、釧路、登川分署、倶知安、厚岸分署、根室、留萌分署、帯広、寿都分署、野付牛分署、下富良野分署
- 1916年（大正5年）1月　道庁管制が改正され「工場法施行に関する事項」が警察部の分掌に編入。滝川分署が警察署に改編されて深川分署がその所轄に入る
- 1916年（大正5年）4月　旭川警察署名寄分署に士別「警部補派出所」を設置（士別町／北海道初）
- 1916年（大正5年）9月　工場法施行に基づく工場警察、特高警察、土工部屋・自動車等の各種取締りが警察の分掌に編入
- 1918年（大正7年）2月　登川分署が夕張分署に改称
- 1918年（大正7年）4月　斜里警部補派出所を設置
- 1918年（大正7年）4月　石狩川・天塩川・十勝川などの主要河川の沿岸8か所に河川監視駐在所を設置して巡査を配置（無許可による引水・砂利採掘その他河川敷地使用などの違法行為の取り締まり）
- 1918年（大正7年）7月　士別警部補派出所が旭川警察署士別分署に改編
- 1919年（大正8年）4月　下富良野分署が富良野分署に改称
- 1919年（大正8年）　札幌 - 江別に警察専用電話幹線が架設（警察の敏速と秘密保持、炭鉱など対応案件の増加／北海道架設の端緒）
- 1920年（大正9年）3月　河川監視駐在所が土木部に移管
- 1921年（大正10年）1月　斜里分署を再度設置（本件を含めて大正9年12月末時点で19警察署43分署）
- 1921年（大正10年）9月　13分署を警察署に改編、比布・新得・本別・美幌・興部・中頓別に6分署を新設、別庁令で美唄分署も新設
  - 八雲・寿都・余市・夕張・深川・富良野・名寄・留萌・苫小牧・池田・紗那・野付牛・紋別の13分署を警察署に改編
- 1922年（大正11年）2月　道内の鉄道も整備延長されて内地府県との往来増加により通知が出され、鉄道警察・移動警察事務を開始
- 1922年（大正11年）6月　森分署を森警察署に改編して室蘭水上分署を設置（この時点で33警察署37分署）
- 1923年（大正12年）4月　高等警察課から特別高等課（特別高等警察）が分離独立
- 1923年（大正12年）5月　下下方分署を静内分署に改称
- 1924年（大正13年）1月　宗谷警察署を稚内警察署に改称
- 1924年（大正13年）8月　けん銃帯用に関する心得を制定、短刀使用に関する件を通達
- 1925年（大正14年）4月　治安維持法が公布されて5月から施行
- 1925年（大正14年）6月　警察官吏武器使用規程取扱心得を制定（武器はけん銃、十手・短刀の三種）
- 1926年（大正15年）5月　警察部に外事課を設置、鉄道司法警察執務細則が制定施行されて、鉄道局長の指令する鉄道司法警察官吏が1次的に取り扱うことになった（鉄道公安職員の前身）
- 1926年（大正15年）6月　道庁管制が改正されて警察分署制度が廃止、同時に派出所・駐在所も整理統合
- 1926年（大正15年）7月　札幌・函館・旭川・釧路に健康保険署を設置

- 昭和元年12月25日現在の警察署の組織編制（合計67警察署）
  - 札幌・石狩・江別・岩見沢・由仁・夕張・美唄・滝川・小樽・小樽水上・余市・古平・倶知安・岩内・伊達・寿都・磯谷・室蘭・室蘭水上・苫小牧・鵡川・静内・浦河
  - 函館・戸井・函館水上・森・八雲・木古内・福山・江差・久遠・瀬棚
  - 旭川・比布・士別・名寄・富良野・深川・留萌・増毛・羽幌・中頓別・枝幸・稚内・鬼脇・香深・天塩
  - 釧路・厚岸・根室・国後・紗那・標津・池田・本別・帯広・新得・広尾・野付牛・遠軽・湧別・網走・美幌・斜里・紋別・興部

昭和2年4月現在の警察部の分課および主な分掌（7課1所）
- 警務課 - 人事・会計・企画・教養・監察・外勤・警衛警備
- 高等警察課 - 政情視察・選挙犯罪
- 特別高等課 - 農民・労働・思想・検閲
- 外事課 - 防諜・外国人
- 保安課 - 営業・危険物・消防・交通・建築・防犯・刑事
- 衛生課 - 保健・防疫・医務・薬事
- 工場課 - 安全・設備・労務
- 警察練習所 - 巡査採用・初任教習・現任教養

- 1927年（昭和2年）5月　保安課を改編して刑事課を設置（犯罪捜査・鑑識・犯罪予防など）
- 1928年（昭和3年）7月　警務課を改編して監察課を設置（監察・警衛警備）
- 1929年（昭和4年）8月　健康保険署が廃止されて警察部健康保険課を設置移管
- 1929年（昭和4年）12月　監察課が廃止されて警務課を再度改編
- 1932年（昭和7年）4月　保安課および土木部建築課で主管の建築関係事務を再編して工場課に移管して建築工場課に改称
- 1935年（昭和10年）7月　高等警察課が廃止されて警察部長書記室を設置、選挙犯罪事務が刑事課に移管
- 1935年（昭和10年）9月　千島に初の越年警備警察官を派遣、警務課に警務指導員室を設置
- 1935年（昭和10年）11月　警察手帳規程（内務省訓令）が制定されて名称や制式が統一された
- 1936年（昭和11年）5月　警察部長書記室を情報課に改称（警衛情報の集約）
- 1936年（昭和11年）9月26日 - 10月10日　日本陸軍特別大演習の北海道実施による天皇の地方行幸
- 1937年（昭和12年）11月　保安課を再編して防空課を設置
- 1938年（昭和13年）8月　経済保安課を新設
- 1939年（昭和14年）2月　防空課を警防課に改称
- 1939年（昭和14年）4月　「警防団令」（勅令）が施行（制定は1月で警察部長または警察署長の指揮により行動）
- 1939年（昭和14年）11月　建築工場課を労政課に改称
- 1940年（昭和15年）3月　警務課の警務指導員室を廃止
- 1940年（昭和15年）7月15日　福山署を松前警察署に改称（福山町から松前町へ改称したことによる）

昭和13年以降の戦争遂行のための官庁事務の再編成および強力な行政簡素化による全国の官吏の大量減員を目的とする
- 1942年（昭和17年）5月　石狩（札幌へ）・久遠（瀬棚へ）・枝幸（中頓別へ）の3警察署を廃止
- 1942年（昭和17年）6月　労働者年金保険事務が追加されて保険課に改称
- 1942年（昭和17年）6月10日　野付牛署を北見警察署に改称（野付牛町が市制施行により北見市に改称したことによる）
- 1942年（昭和17年）7月　警防団の状況は、299団36本部797分団（当時の市町村は8市264町村）
- 1942年（昭和17年）11月　古平（余市へ）・比布（旭川へ）・増毛（留萌へ）・新得（帯広へ）・興部（紋別へ）・鬼脇および香深（稚内へ）の7警察署を廃止（廃止署所在地には警部補派出所10、巡査部長派出所1、巡査駐在所12を設置）
- 1942年（昭和17年）11月　道庁機構改革により衛生課が内政部に移管、職業行政事務が移管され職業課を設置
- 1944年（昭和19年）2月　営業・風俗などの取り締まり事務を警務課に移管、鉄砲・危険物・狩猟などの事務を警防課へ移管、電気・瓦斯など事務を労政課へ移管、興行・映画などの事務を特別高等課へ移管、交通関係事務のみで保安課から輸送課に改称
- 1944年（昭和19年）3月　職業課を国民動員課へ、職業指導所を国民勤労動員署に改称
- 1944年（昭和19年）5月　警察部に警備隊（中央の指示に基づき主要都市の防空・警備・防犯に従事）本部を、第一大隊本部（札幌）の下に三個中隊（札幌・小樽・釧路に各一個中隊）を、第二大隊本部（室蘭）の下に二個中隊（室蘭・函館に各一個中隊）を設置、合計二個大隊五個中隊を編成配置
- 1944年（昭和19年）5月　小樽および室蘭の2水上警察署を廃止して小樽および室蘭署に移管
- 1944年（昭和19年）10月　警防課を改編して再度防空課に改称、警防団および消防関係業務を警備課に設置移管
- 1945年（昭和20年）8月9日　 ソ連対日参戦を布告

## 道庁各部の分課および組織構成
1945年（昭和20年）8月15日現在（6部44課）
- 内政部 - 人事課・調査課・会計課・庶務課・拓殖計画課・地方課・民政課・教学課・軍事課・戦時援護課・衛生課
- 経済第一部 - 農政課・農産課・畜産課・食糧課・拓殖課
- 経済第二部 - 総務課・金属課・化学課・生活物資課・木船課・製塩課・水産課
- 土木部 - 道路課・河川課・港湾課・土地改良課・土功組合課
- 林務部 - 林務課・林業課・木材第一課・木材第二課
- 警察部 - 警務課・防空課・警備課・情報課・特別高等課・外事課・輸送課・経済保安課・刑事課・労政課・国民動員課・保険課

## 警察部の分課および主な分掌
1945年（昭和20年）8月15日現在（12課2所）
- 警務課 - 警務係・監察係・会計係
- 防空課 - 防空係・計画係
- 警備課 - 警備係・警防係・消防係
- 情報課 - 庶務係・情報係
- 特別高等課 - 総務係・思想第一係・思想第二係・内鮮係・検閲係
- 輸送課 - 総務係・交通係・整備係
- 経済保安課 - 総務係・情報係・食糧係・資材係・捜査係
- 刑事課 - 庶務係・防犯係・捜査係
- 労政課 - 総務係・産報係・労報係・監理係・給与係・建築係
- 国民動員課 - 総務係・動員係・配置係
- 保険課 - 庶務係・給付係・徴収係
- 警察練習所 - 庶務係・会計係
- 消防練習所 - 庶務係・会計係

## 警察署の組織編制
1945年（昭和20年）8月15日現在（合計51警察署）
- 札幌・江別
- 函館・木古内・松前・八雲・森・函館水上
- 江差・瀬棚
- 倶知安・寿都・岩内
- 小樽・余市
- 岩見沢・美唄・由仁・夕張・滝川・深川
- 旭川・富良野・名寄・士別
- 留萌・天塩・羽幌
- 室蘭・伊達・苫小牧
- 浦河・静内
- 帯広・広尾・池田・本別
- 釧路・厚岸
- 根室・標津・国後・紗那
- 網走・美幌・斜里・北見・紋別・遠軽
- 稚内・中頓別

- 1945年（昭和20年）8月28日　ソ連軍が択捉島に上陸
- 1945年（昭和20年）9月1日　ソ連軍が国後島および色丹島に上陸
- 1945年（昭和20年）9月3日にソ連軍が歯舞村の離島までに到達、電信・電話線を破壊または接収、

国後・紗那の両警察署をはじめ巡査部長派出所や巡査駐在所などの警察施設はすべてソ連軍が占拠、警察官を監禁
占拠後は49警察署、（北方領土問題を参照）
- 1945年（昭和20年）9月　防空課を廃止
- 1945年（昭和20年）10月　国民動員課を勤労課に、国民勤労動員署を勤労署に改称
- 1945年（昭和20年）10月6日　特別高等課および外事課を廃止して警備課として再編
- 1945年（昭和20年）12月　工場関係は警察事務から分離
- 1945年（昭和20年）12月　行政警察課を設置して営業・風俗などの取り締まり事務を移管、保険課を内政部に移管、労政課を内政部に移管、情報課は公務員犯罪事務を刑事課に移管、情報関係事務を警備課に移管、警察部長秘書業務を警察部長書記室に改称、輸送課および保安課を再編して行政警察課を設置、勤労課および勤労署は内政部に移管
- 1946年（昭和21年）1月　警備隊をすべて廃止
- 1946年（昭和21年）2月　警備課を公安課に改称
- 1946年（昭和21年）3月13日　警察官及消防官服制・巡査服制及判任官待遇消防手服制臨時特例との勅令を制定して、刀に代えて警防または警杖の携帯に変更
- 1946年（昭和21年）11月　道府県制の施行により北海道庁警察部から北海道警察部に改称
- 1947年（昭和22年）11月5日　北海道でも婦人警察官を約36人を採用して、警察練習所に入所させる
- 1947年（昭和22年）12月16日　札幌・室蘭・函館などの市街地警察署に婦人警察官を配置

## 北海道庁警察部長（相当職を含む）
| 代 | 官職名                 | 氏名       | 就任日         | 退任日         | 前職                     | 後職                   | 備考 |
| -- | ---------------------- | ---------- | -------------- | -------------- | ------------------------ | ---------------------- | ---- |
| -  | 道庁本庁 警察本署長    | 辰野宗城   | 1886年2月21日  |                | 札幌県警部長             | 浦河外十郡郡長         |      |
| -  | 函館支庁 警察本署長    | 山内久内   | 1886年2月21日  |                | 函館県警部長             | 松前郡長               |      |
| -  | 根室支庁 警察本署長    | 三沢秀二   | 1886年3月6日   |                | 道庁警部                 | 根室外十七郡書記       |      |
| 1  | 理事官 第一部長        | 藤田九万   | 1886年12月28日 | 1890年3月3日   | 道庁庶務課長             | 函館出張所詰           |      |
| 2  | 理事官 第一部長        | 佐藤秀顕   | 1890年3月4日   | 1890年11月13日 |                          | 農商務省農務部次長     |      |
| 3  | 理事官 第一部長        | 大槻吉直   | 1890年11月13日 | 1891年8月16日  | 農商務書記官             | 非職                   |      |
| 4  | 警部長 警察部長        | 藤田九万   | 1891年8月16日  | 1892年11月30日 | 道庁参事官               | 非職                   |      |
| 5  | 警部長 警察部長        | 陶不窳次郎 | 1892年11月30日 | 1897年11月5日  | 山梨県警部長             | 依願免本官             |      |
| 6  | 警部長 警察部長        | 黒岩知新   | 1897年12月13日 | 1898年7月25日  | 愛媛県警部長             | 非職                   |      |
| 7  | 警部長 警察部長        | 土方和親   | 1898年7月25日  | 1898年11月30日 | 鹿児島県警部長           | 依願免本官             |      |
| 8  | 警部長 警察部長        | 武久克造   | 1898年11月30日 | 1900年9月26日  | 神奈川県警部長           | 死去                   |      |
| 9  | 警部長 警察部長        | 古垣兼成   | 1900年10月27日 | 1905年4月19日  | 滋賀県警部長             | -                      |      |
| 9  | 事務官 第四部長 警務長 | 古垣兼成   | 1905年4月19日  | 1906年7月28日  | -                        | 非職                   |      |
| 10 | 事務官 第四部長 警務長 | 楯石騤二郎 | 1906年7月28日  | 1910年4月1日   | 奈良県書記官             | -                      |      |
| 10 | 事務官 警察部長 警務長 | 楯石騤二郎 | 1910年4月1日   | 1910年7月14日  | -                        | 新潟県事務官・警察部長 |      |
| 11 | 事務官 警察部長 警務長 | 財部実秀   | 1910年7月14日  | 1913年6月13日  | 秋田県事務官・警察部長   | -                      |      |
| 11 | 警察部長               | 財部実秀   | 1913年6月13日  | 1914年4月28日  | -                        | 福島県内務部長         |      |
| 12 | 警察部長               | 宮崎通之助 | 1914年4月28日  | 1916年5月4日   | 宮城県警察部長           | 道庁拓殖部長           |      |
| 13 | 警察部長               | 山宮鼎     | 1916年5月4日   | 1918年1月14日  | 鳥取県警察部長           | 栃木県内務部長         |      |
| 14 | 警察部長               | 後藤祐明   | 1918年1月14日  | 1919年8月21日  | 島根県警察部長           | 道庁拓殖部長           |      |
| 15 | 警察部長               | 浅利三朗   | 1919年8月21日  | 1921年7月22日  | 新潟県警察部長           | 富山県内務部長         |      |
| 16 | 警察部長               | 今村正美   | 1921年7月22日  | 1923年10月27日 | 富山県警察部長           | 高知県内務部長         |      |
| 17 | 警察部長               | 林寿夫     | 1923年10月27日 | 1924年12月20日 | 山口県警察部長           | -                      |      |
| 17 | 部長 警察部長          | 林寿夫     | 1924年12月20日 | 1926年9月28日  | -                        | 埼玉県書記官・内務部長 |      |
| 18 | 部長 警察部長          | 田口易之   | 1926年9月28日  | 1927年5月17日  | 和歌山県書記官・警察部長 | 山梨県書記官・内務部長 |      |
| 19 | 部長 警察部長          | 石川芳太郎 | 1927年5月17日  | 1929年7月8日   | 青森県書記官・内務部長   | 三重県書記官・内務部長 |      |
| 20 | 部長 警察部長          | 別宮秀夫   | 1929年7月8日   | 1930年8月28日  | 和歌山県書記官・警察部長 | 愛知県書記官・警察部長 |      |
| 21 | 部長 警察部長          | 稲垣潤太郎 | 1930年8月28日  | 1931年12月24日 | 秋田県書記官・警察部長   | 休職                   |      |
| 22 | 部長 警察部長          | 馬場義也   | 1931年12月24日 | 1932年6月30日  | 元岐阜県書記官・警察部長 | 休職                   |      |
| 23 | 部長 警察部長          | 藤岡長敏   | 1932年6月30日  | 1937年1月9日   | 静岡県書記官・警察部長   | 東京府書記官・総務部長 |      |
| 24 | 部長 警察部長          | 土肥米之   | 1937年1月9日   | 1939年4月21日  | 新潟県書記官・警察部長   | 宮城県書記官・総務部長 |      |
| 25 | 部長 警察部長          | 斎藤亮     | 1939年4月21日  | 1941年1月8日   | 内務事務官               | 大阪府書記官・警察部長 |      |
| 26 | 部長 警察部長          | 泉守紀     | 1941年1月8日   | 1942年7月7日   | 宮城県書記官・経済部長   | 道庁部長・総務部長     |      |
| 27 | 部長 警察部長          | 宮脇参三   | 1942年7月7日   | 1944年8月2日   | 広島県書記官・警察部長   | 厚生省調査官           |      |
| 28 | 部長 警察部長          | 原信次郎   | 1944年8月2日   | 1945年10月27日 | 愛知県官房長             | 依願免本官             |      |
| 29 | 部長 警察部長          | 上塚弘     | 1945年10月27日 | 1946年4月1日   | 三重県部長・内政部長     | -                      |      |
| 29 | 地方事務官 警察部長    | 上塚弘     | 1946年4月1日   | 1946年7月13日  | -                        | 内務省調査官           |      |
| 30 | 地方事務官 警察部長    | 新井茂司   | 1946年7月13日  | 1947年5月2日   | 福島県警察部長           | 愛知県警察部長         |      |
| 31 | 地方事務官 警察部長    | 中野敏夫   | 1947年5月2日   | 1948年3月6日   | 愛知県警察部長           | 札幌警察管区本部長     |      |

## 主な事件
- 三毛別羆事件
- 五私鉄疑獄事件
- ひかりごけ事件

1. ↑  『北海道警察史 第1』895-896頁、『北海道警察史 第2』1002頁。『官報』により加筆、訂正。
2. 1 2 3  『官報』第2015号、明治23年3月22日。
3. 1 2 3 4  『官報』第2214号、明治23年11月14日。
4. ↑  『官報』第2440号、明治24年8月17日。
5. 1 2  『官報』第2829号、明治25年12月1日。
6. ↑  『官報』第4306号、明治30年11月6日。
7. ↑  『官報』第4521号、明治31年7月26日。
8. ↑  『官報』第4627号、明治31年12月1日。
9. ↑  『官報』第5199号、明治33年10月29日。
10. ↑  『官報』第6538号、明治38年4月20日。
11. ↑  『官報』第6925号、明治37年7月30日。
12. ↑  『官報』第8030号、明治43年4月2日。
13. ↑  『官報』第7755号、明治42年5月5日。
14. ↑  『官報』第262号、大正2年6月14日。
15. 1 2  『官報』第523号、大正3年4月29日。
16. ↑  『官報』第1126号、大正5年5月5日。
17. ↑  『官報』第2114号、大正8年8月21日。
18. ↑  『官報』第2115号、大正8年8月22日。
19. ↑  『官報』第2694号、大正10年7月23日。
20. ↑  『官報』第3357号、大正12年10月30日。
21. ↑  『官報』第3701号、大正13年12月22日。
22. ↑  『官報』第4230号、大正15年9月29日。
23. ↑  『官報』第113号、昭和2年5月18日。
24. ↑  『官報』第115号、昭和2年5月20日。
25. ↑  『官報』第759号、昭和4年7月11日。
26. ↑  『官報』第1101号、昭和5年8月29日。
27. 1 2  『官報』第1504号、昭和7年1月8日。
28. 1 2  『官報』第1655号、昭和7年7月7日。
29. ↑  『官報』第3004号、昭和12年1月11日。
30. ↑  『官報』第3687号、昭和14年4月22日。
31. ↑  『官報』第4200号、昭和16年1月9日。
32. ↑  『官報』第4647号、昭和17年7月8日。
33. ↑  北海道庁官制（大正2年　6月13日勅令第150号）の東京都官制中改正等ノ件（昭和21年4月1日勅令第220号）による改正に伴い地方事務官となる。